# 卡萨斯德米拉韦特
卡萨斯德米拉韦特，是西班牙埃斯特雷马杜拉卡塞雷斯省的一个市镇。总面积50平方公里，总人口161人（2001年），人口密度3人/平方公里。